# Oncopsis juglans
Oncopsis juglans är en insektsart som beskrevs av Matsumura 1912. Oncopsis juglans ingår i släktet Oncopsis och familjen dvärgstritar. Inga underarter finns listade i Catalogue of Life.